# Embalse de Eiras
El embalse de Eiras es un embalse situado en el río Oitavén, entre los municipios de Fornelos de Montes y Puentecaldelas, en la provincia de Pontevedra. Abastece de agua a la ciudad de Vigo, además de otros municipios limítrofes como Mos, Porriño, Redondela y Salceda de Caselas.

## Historia
Debido al aumento de la población de Vigo, el caudal de agua para abastecer la ciudad no era suficiente, a pesar de la construcción de la Presa de Zamanes. En 1973 el pleno del Ayuntamiento de Vigo aprobó un empréstito para financiar parte de las obras. En octubre de 1973 comenzaron las obras, tras un proceso de expropiación de predios. Se inauguró el 21 de marzo de 1977 con la presencia del ministro de Obras Públicas, Leopoldo Calvo-Sotelo, y del alcalde de Vigo, Joaquín García Picher.

## Situación
Se aprovechó el lecho del río Oitavén, con una extensión de 149 hectáreas. También recibe aguas de los ríos Parada y Barragán, además de otros regatos. Suele recibir ocasionalmente agua del río Verdugo. El agua se transporta mediante el canal de Eiras, que pasa por los Valos y por el túnel de la Madroa.

## Galería de imágenes

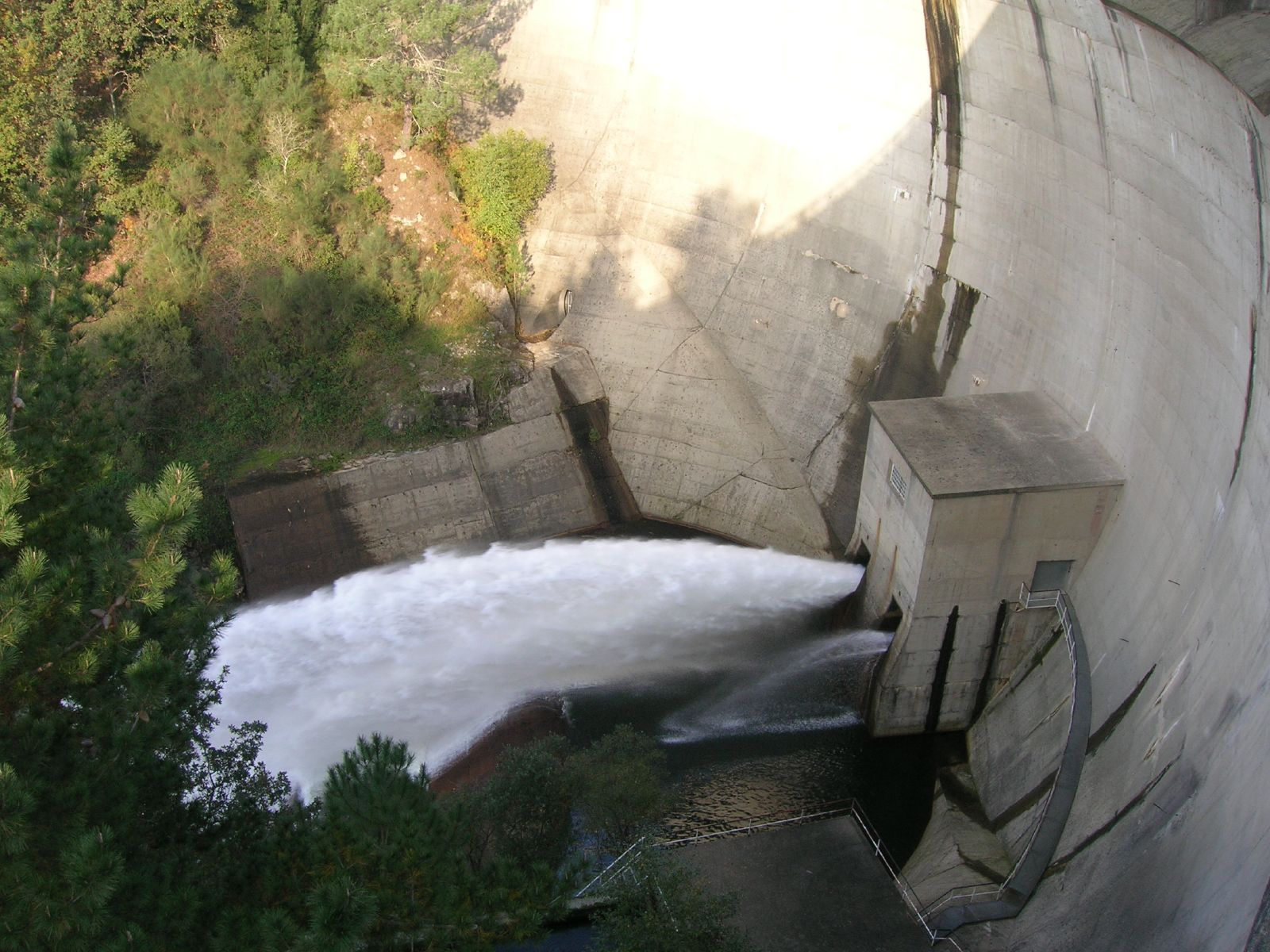
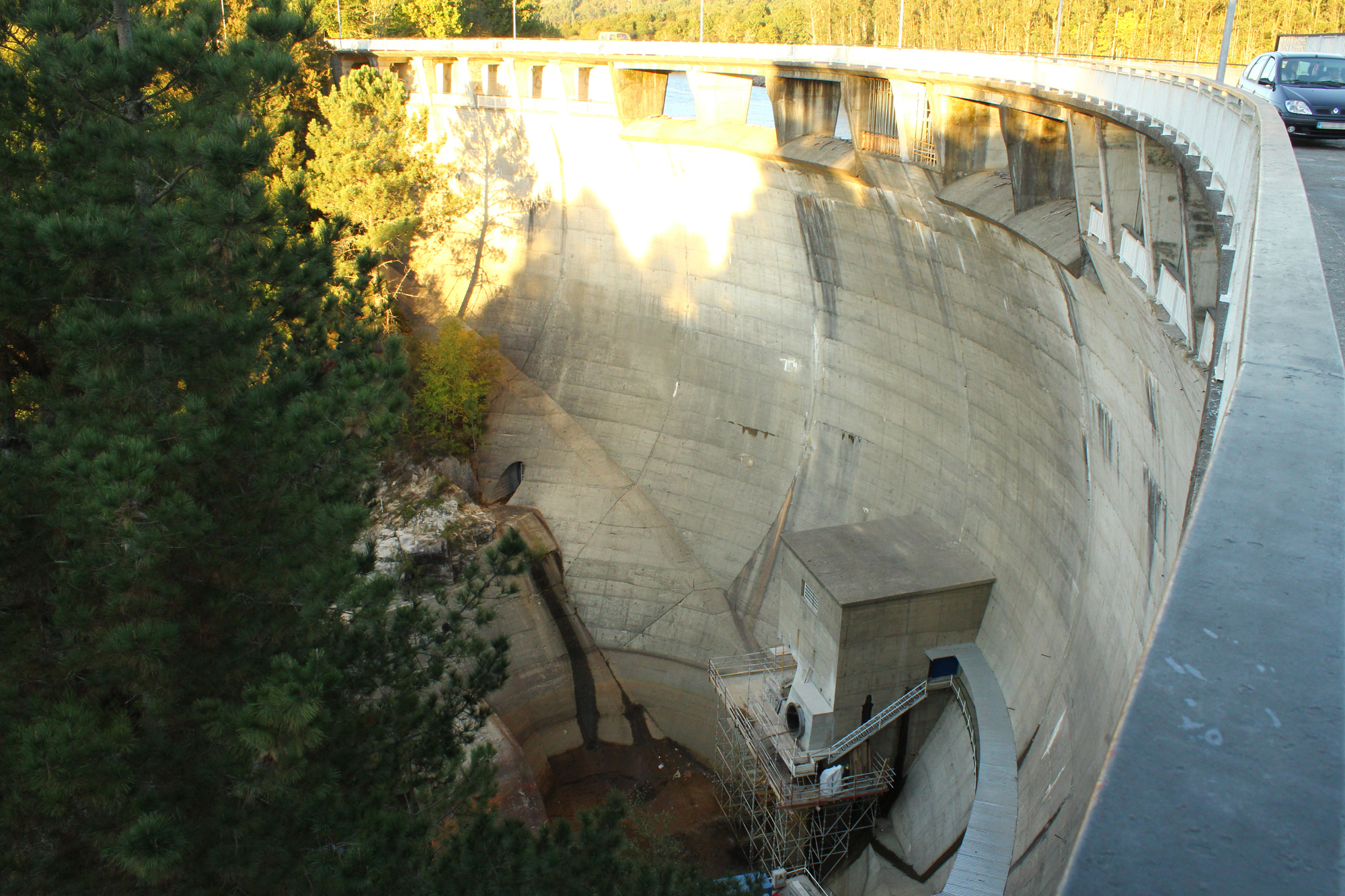
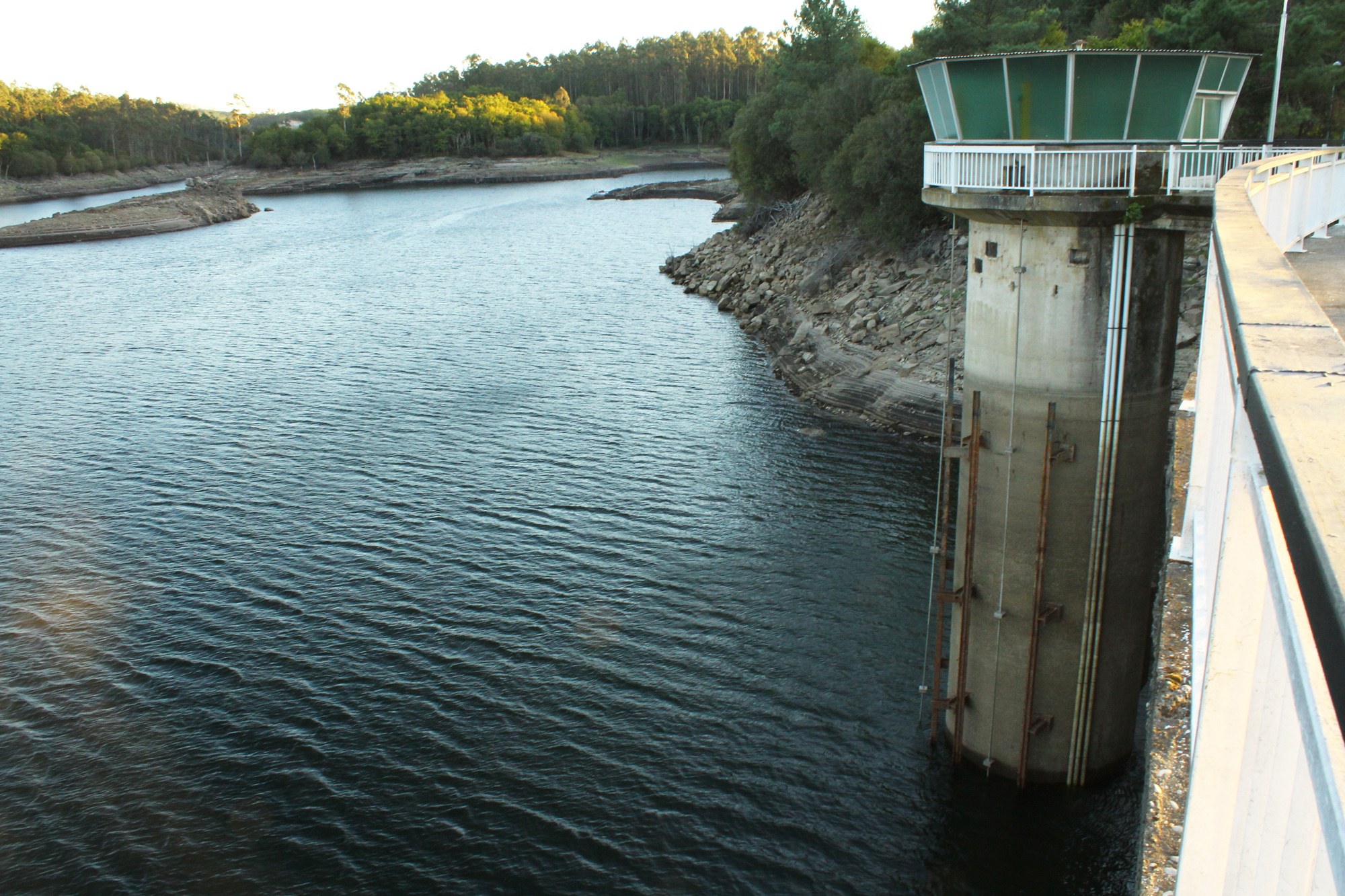